# Bahnstrecke Ancón–Sayán
| Fischmehlsäcke in Puerto de Huacho, 1958 |                           |                                       |                                       |
| Streckenlänge: | 174 km                    |                                       |                                       |
| Spurweite: | 914 mm (engl. 3-Fuß-Spur) |                                       |                                       |
| |                           |                                       |                                       |
| \| \| \| Bahnstrecke Lima–Ancón \| 1435 mm \| \| \| 0 \| Ancón (⊙) \| Ancón (⊙) \| \| \| \| Los Polovorines \| \| \| \| \| El Buitre \| \| \| \| 31 \| Punta Pasamayo \| Punta Pasamayo \| \| \| 35 \| Pasamayo Hacienda (⊙) \| Pasamayo Hacienda (⊙) \| \| \| 40 \| Boza[Anm. 2] (⊙) \| Boza[Anm. 2] (⊙) \| \| \| 46 \| Aucallama (⊙) \| Aucallama (⊙) \| \| \| 52 \| Miraflores Hacienda (⊙) \| Miraflores Hacienda (⊙) \| \| \| \| Río Chancay \| \| \| \| \| Bahnstrecke Chancay–Palpa \| 1000 mm \| \| \| 57 \| Huaral (⊙) \| Huaral (⊙) \| \| \| \| \| \| \| \| \| Chancay \| \| \| \| \| \| \| \| \| 61 \| Retes Hacienda (⊙) \| Retes Hacienda (⊙) \| \| \| \| Río Seco \| \| \| \| 84 \| Garita Doña Maria (⊙) \| Garita Doña Maria (⊙) \| \| \| 96 \| Garita Vinagrillo (⊙) \| Garita Vinagrillo (⊙) \| \| \| 111 \| Las Salinas \| Las Salinas \| \| \| 125 \| Punta La Viuda \| Punta La Viuda \| \| \| 126 \| Huacho (⊙) \| Huacho (⊙) \| \| \| \| Compañía Salinera del Perú \| \| \| \| \| Hualmay (⊙) \| \| \| \| \| Santa María (⊙) \| \| \| \| \| Río Huaura \| \| \| \| \| Huaura (⊙) \| \| \| \| \| Decauville-Bahn nach Desagravio \| \| \| \| 134 \| Rontoy Empalme \| Rontoy Empalme \| \| \| \| Acaray (⊙) \| \| \| \| \| \| \| \| \| \| Hacienda San Nicolás 600 mm / 1067 mm \| \| \| \| \| Puerto Supe 600 mm / 1067 mm \| \| \| \| \| \| \| \| \| \| Supe \| \| \| \| \| Barranca \| \| \| \| \| Überlandstraßenbahn Puerto Supe–Alpas \| \| \| \| 143 \| Vilcahuaura (⊙) \| Vilcahuaura (⊙) \| \| \| 146 \| Caldera (⊙) \| Caldera (⊙) \| \| \| 148 \| Chacarilla \| Chacarilla \| \| \| 151 \| Humaya (⊙) \| Humaya (⊙) \| \| \| \| Hacienda Humaya \| \| \| \| 157 \| El Carmen \| El Carmen \| \| \| 160 \| Los Angeles \| Los Angeles \| \| \| 164 \| San Miguel \| San Miguel \| \| \| 166 \| Quipico (⊙) \| Quipico (⊙) \| \| \| 172 \| Andahuasi (⊙) \| Andahuasi (⊙) \| \| \| 174 \| Sayán (⊙) \| Sayán (⊙) \| \| \| \| \| \| \| Quellen: [1] \| \| \| \| |                           |                                       |                                       |
| Strecke (außer Betrieb) |                           | Bahnstrecke Lima–Ancón                | 1435 mm                               |
| Kopfbahnhof Streckenende (Strecke außer Betrieb) · Kopfbahnhof Streckenanfang (Strecke außer Betrieb) | 0                         | Ancón (⊙)                             | Ancón (⊙)                             |
| Haltepunkt / Haltestelle (Strecke außer Betrieb) |                           | Los Polovorines                       | Los Polovorines                       |
| Haltepunkt / Haltestelle (Strecke außer Betrieb) |                           | El Buitre                             | El Buitre                             |
| Bahnhof (Strecke außer Betrieb) | 31                        | Punta Pasamayo                        | Punta Pasamayo                        |
| Bahnhof (Strecke außer Betrieb) | 35                        | Pasamayo Hacienda (⊙)                 | Pasamayo Hacienda (⊙)                 |
| Bahnhof (Strecke außer Betrieb) | 40                        | Boza (⊙)                              | Boza (⊙)                              |
| Bahnhof (Strecke außer Betrieb) | 46                        | Aucallama (⊙)                         | Aucallama (⊙)                         |
| Bahnhof (Strecke außer Betrieb) | 52                        | Miraflores Hacienda (⊙)               | Miraflores Hacienda (⊙)               |
| Brücke über Wasserlauf (Strecke außer Betrieb) |                           | Río Chancay                           | Río Chancay                           |
| Kreuzung (Strecken außer Betrieb) · Strecke von rechts (außer Betrieb) |                           | Bahnstrecke Chancay–Palpa             | 1000 mm                               |
| Bahnhof (Strecke außer Betrieb) · Bahnhof (Strecke außer Betrieb) | 57                        | Huaral (⊙)                            | Huaral (⊙)                            |
| Strecke von links (außer Betrieb) · Abzweig geradeaus und nach rechts (Strecke außer Betrieb) · Strecke (außer Betrieb) |                           |                                       |                                       |
| Strecke (außer Betrieb) · Kopfbahnhof Streckenende (Strecke außer Betrieb) · Kopfbahnhof Streckenende (Strecke außer Betrieb) |                           | Chancay                               | Chancay                               |
| Strecke nach links (außer Betrieb) · Strecke von rechts (außer Betrieb) |                           |                                       |                                       |
| Bahnhof (Strecke außer Betrieb) | 61                        | Retes Hacienda (⊙)                    | Retes Hacienda (⊙)                    |
| Haltepunkt / Haltestelle (Strecke außer Betrieb) |                           | Río Seco                              | Río Seco                              |
| Bahnhof (Strecke außer Betrieb) | 84                        | Garita Doña Maria (⊙)                 | Garita Doña Maria (⊙)                 |
| Bahnhof (Strecke außer Betrieb) | 96                        | Garita Vinagrillo (⊙)                 | Garita Vinagrillo (⊙)                 |
| Bahnhof (Strecke außer Betrieb) | 111                       | Las Salinas                           | Las Salinas                           |
| Haltepunkt / Haltestelle (Strecke außer Betrieb) | 125                       | Punta La Viuda                        | Punta La Viuda                        |
| U-Bahn-Betriebs-/Güterbahnhof Streckenanfang (Strecke außer Betrieb) · Bahnhof (Strecke außer Betrieb) | 126                       | Huacho (⊙)                            | Huacho (⊙)                            |
| U-Bahn-Strecke nach rechts (außer Betrieb) · Strecke (außer Betrieb) |                           | Compañía Salinera del Perú            | Compañía Salinera del Perú            |
| Haltepunkt / Haltestelle (Strecke außer Betrieb) |                           | Hualmay (⊙)                           | Hualmay (⊙)                           |
| Haltepunkt / Haltestelle (Strecke außer Betrieb) |                           | Santa María (⊙)                       | Santa María (⊙)                       |
| Brücke über Wasserlauf (Strecke außer Betrieb) |                           | Río Huaura                            | Río Huaura                            |
| Bahnhof (Strecke außer Betrieb) · U-Bahn-Betriebs-/Güterbahnhof Streckenanfang (Strecke außer Betrieb) |                           | Huaura (⊙)                            | Huaura (⊙)                            |
| Kreuzung mit U-Bahn (Strecken außer Betrieb) · U-Bahn-Abzweig quer und nach links (Strecke außer Betrieb) · U-Bahn-Betriebs-/Güterbahnhof Streckenende und quer (Strecke außer Betrieb) |                           | Decauville-Bahn nach Desagravio       | Decauville-Bahn nach Desagravio       |
| Bahnhof (Strecke außer Betrieb) | 134                       | Rontoy Empalme                        | Rontoy Empalme                        |
| Bahnhof (Strecke außer Betrieb) |                           | Acaray (⊙)                            | Acaray (⊙)                            |
| Strecke von links (außer Betrieb) · Abzweig geradeaus und nach rechts (Strecke außer Betrieb) |                           |                                       |                                       |
| Strecke (außer Betrieb) · Strecke (außer Betrieb) · Kopfbahnhof Streckenanfang (Strecke außer Betrieb) |                           | Hacienda San Nicolás 600 mm / 1067 mm | Hacienda San Nicolás 600 mm / 1067 mm |
| Strecke (außer Betrieb) · Strecke (außer Betrieb) · Strecke (außer Betrieb) · Kopfbahnhof Streckenanfang (Strecke außer Betrieb) |                           | Puerto Supe 600 mm / 1067 mm          | Puerto Supe 600 mm / 1067 mm          |
| Strecke (außer Betrieb) · Strecke (außer Betrieb) · Abzweig geradeaus und von links (Strecke außer Betrieb) · Strecke nach rechts (außer Betrieb) |                           |                                       |                                       |
| Strecke (außer Betrieb) · Bahnhof (Strecke außer Betrieb) · Bahnhof (Strecke außer Betrieb) |                           | Supe                                  | Supe                                  |
| Strecke (außer Betrieb) · Kopfbahnhof Streckenende (Strecke außer Betrieb) · Bahnhof (Strecke außer Betrieb) |                           | Barranca                              | Barranca                              |
| Strecke nach links (außer Betrieb) · Strecke von rechts (außer Betrieb) · Strecke nach links (außer Betrieb) |                           | Überlandstraßenbahn Puerto Supe–Alpas | Überlandstraßenbahn Puerto Supe–Alpas |
| Bahnhof (Strecke außer Betrieb) | 143                       | Vilcahuaura (⊙)                       | Vilcahuaura (⊙)                       |
| Bahnhof (Strecke außer Betrieb) | 146                       | Caldera (⊙)                           | Caldera (⊙)                           |
| Bahnhof (Strecke außer Betrieb) | 148                       | Chacarilla                            | Chacarilla                            |
| Bahnhof (Strecke außer Betrieb) · U-Bahn-Betriebs-/Güterbahnhof Streckenanfang (Strecke außer Betrieb) | 151                       | Humaya (⊙)                            | Humaya (⊙)                            |
| Kreuzung mit U-Bahn (Strecken außer Betrieb) · U-Bahn-Abzweig quer und nach links (Strecke außer Betrieb) · U-Bahn-Betriebs-/Güterbahnhof Streckenende und quer (Strecke außer Betrieb) |                           | Hacienda Humaya                       | Hacienda Humaya                       |
| Bahnhof (Strecke außer Betrieb) | 157                       | El Carmen                             | El Carmen                             |
| Bahnhof (Strecke außer Betrieb) | 160                       | Los Angeles                           | Los Angeles                           |
| Bahnhof (Strecke außer Betrieb) | 164                       | San Miguel                            | San Miguel                            |
| Bahnhof (Strecke außer Betrieb) | 166                       | Quipico (⊙)                           | Quipico (⊙)                           |
| Bahnhof (Strecke außer Betrieb) | 172                       | Andahuasi (⊙)                         | Andahuasi (⊙)                         |
| Kopfbahnhof Streckenende (Strecke außer Betrieb) | 174                       | Sayán (⊙)                             | Sayán (⊙)                             |
| |                           |                                       |                                       |
| Quellen: |                           |                                       |                                       |

Die Bahnstrecke Ancón–Sayán war eine eingleisige Bahnstrecke in der Spurweite von 914 mm im mittleren Peru.

## Geografische Lage
Die Strecke war die einzige in Peru, die in nennenswerter Länge – zwischen Ancón und Huacho – in etwa parallel zur Pazifik-Küste verlief. Der südliche Abschnitt machte allerdings einen Bogen ins Hinterland, um die nicht stabile Steilküste südlich von Pasamayo zu vermeiden. Die Strecke war eine Verlängerung der Bahnstrecke Lima–Ancón der Peruvian Corporation in nördliche Richtung.

## Geschichte

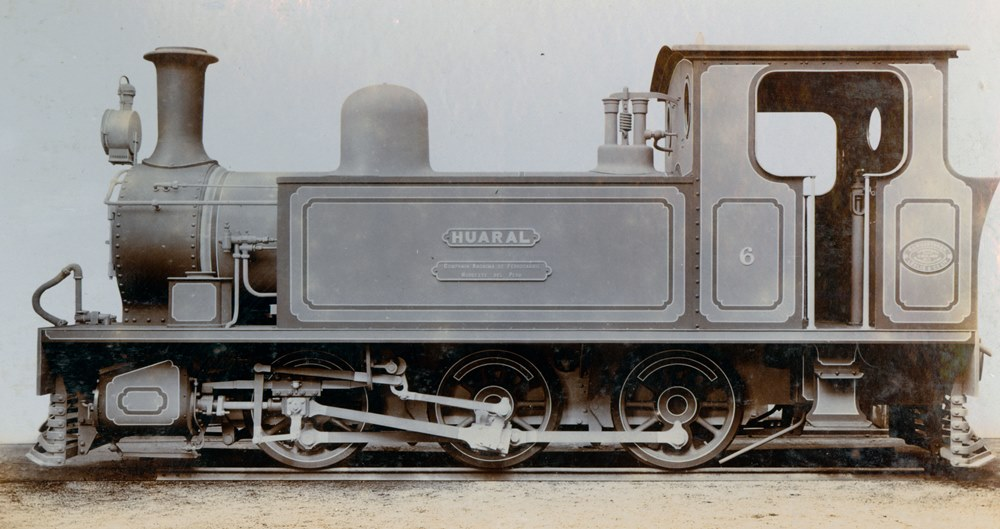
Die Lokomotive Nr. 6 Huaral, gebaut von Hawthorn, Leslie & Company.

Nach längerer Planung und Streit um Kosten und Trassierung im südlichen Abschnitt zwischen Ancón und Huacho ging die Strecke 1912 Betrieb. Das war vielleicht auch darin begründet, dass der Abschnitt zwischen Ancón und Huacho wirtschaftlich schwach war und wenig Verkehr aufwies, während der nördliche Abschnitt zwischen Huacho und Sayán durch landwirtschaftlich sehr produktives Gebiet führte und von Anfang an immer Ertrag brachte. Betreiber war die Ferrocarril Noroeste del Perú (Peruanische Nordwest-Bahn). Zwischen Chancay und Ancón ersetzte sie eine normalspurige Bahnstrecke, die von 1870 bis zum Salpeterkrieg (1879–1884), in dem sie zerstört wurde, bestand und die anschließend nicht mehr aufgebaut wurde.
1921 übernahm der Staat die Bahn und betrieb sie in der Folge als Staatsbahn. Eine diskutierte Verlängerung von 94 km von Sayán in das Bergbaugebiet von Oyón kam nie zu Stande. Auch die vom Sindicato Hidroeléctrico de Chancay vorgeschlagene Elektrifizierung der Strecke wurde nicht verwirklicht. 1964 wurde die Strecke stillgelegt.

## Zweigstrecken
- 1928 ging eine 46 km lange Zweigstrecke von Acaray über Supe nach Barranca in Betrieb, die an die dort operierenden Bahnstrecken – allerdings in den abweichenden Spurweiten von 1067 mm (Kapspur) und 600 mm – anschloss. Sie wurde 1960 stillgelegt.[2]
Siehe auch: Bahnstrecke Puerto Supe–Paramonga und Überlandstraßenbahn Puerto Supe–Alpas.

- Eine Stichstrecke führte von Huaral zum Hafen von Chancay. Sie verlief parallel zur meterspurigen Bahnstrecke Chancay–Palpa.

## Feldbahnen

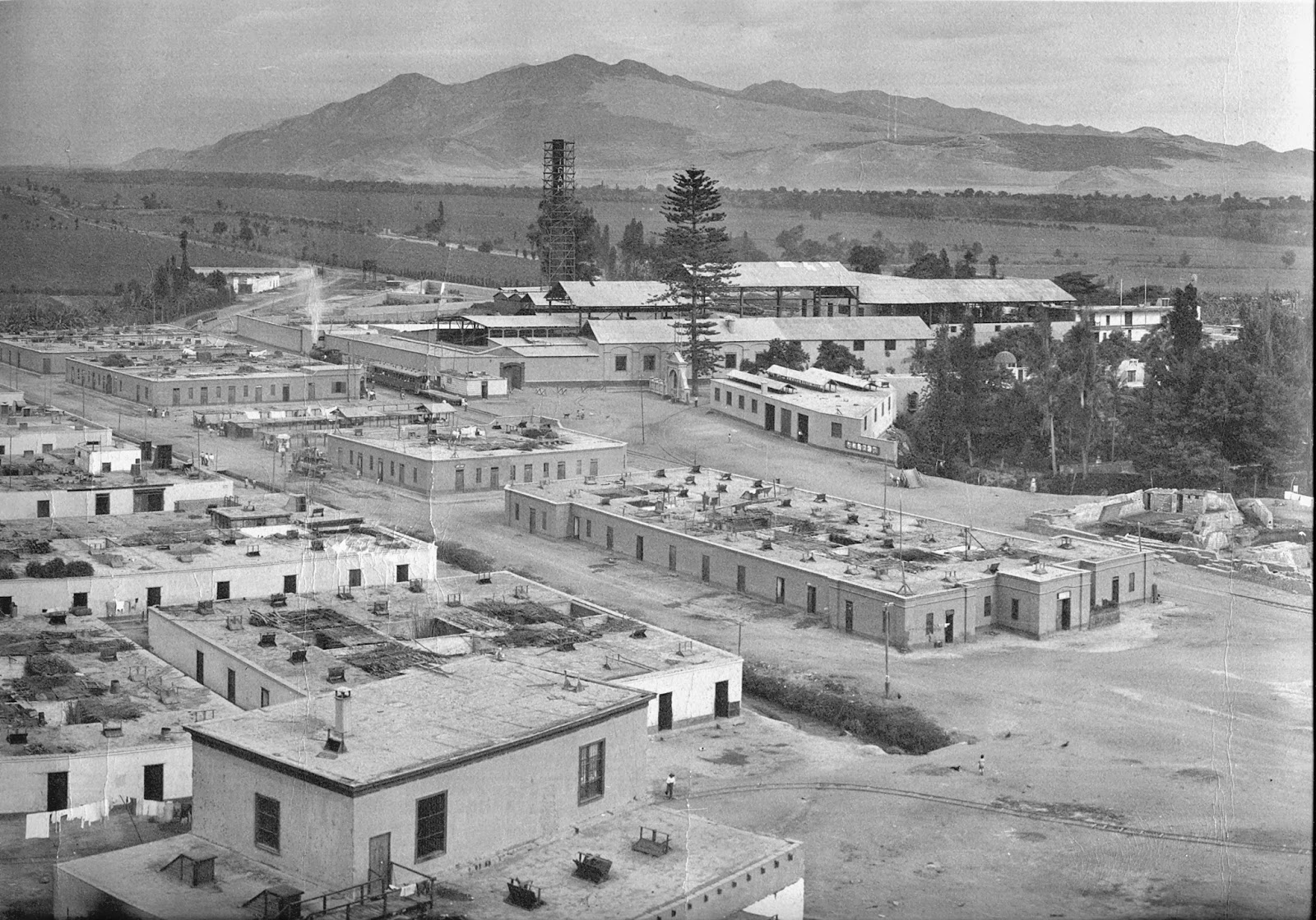
Haltestelle vor der Zuckerfabrik der Hacienda Humaya, im Vordergrund Feldbahngleise

### Decauville-Bahn derHacienda Humaya
Die  Hacienda Humaya errichtete bereits 1881 eine mit zwei Dampflokomotiven betriebene Decauville-Bahn die die Bahnstrecke wohl niveaugleich kreuzte.

### Decauville-Bahn derCompañía Salinera del Perú
Der Präsident der Republik bewilligte der Compañía Salinera del Perú am 8. Mai 1913 die Kostenübernahme zu Lasten des Kontos Betriebskosten für den Erwerb von 1120 Metern Schienen, um die Decauville-Strecke von den Salzminen von Huacho bis zur Eisenbahn zu errichten. Am 8. April 1925 erhielt die Compañía Salinera del Perú die Genehmigung für die Verlängerung der bestehenden Decauville-Bahn in den Salinen von Huacho um weitere 1000 Meter.

### Decauville-Bahn des BauernhofsDesagravio
Am 3. Dezember 1915 wurde Domingo Laos, der Besitzer des Bauernhofs Desagravio ermächtigt, auf eigene Kosten eine Haltestelle mit Lehmwänden an der Bahnstrecke Huacho–Sayán zu errichten und einen Gleisanschluss zum Beladen von Güterwagen zu verlegen. Don Domingo Laos erhielt auch eine Genehmigung dafür, die Hauptstrecke von Huacho nach Sayán mit einer Decauville-Linie zu kreuzen, die dazu bestimmt war, sein Grundstück mit der fraglichen Haltestelle zu verbinden, wobei das Gleis nach der Durchfahrt der Züge frei bleiben musste und Don Domingo Laos für die Einhaltung der in der Allgemeinen Eisenbahnverordnung für Kreuzungen festgelegten Verpflichtungen verantwortlich war.